# Mary Elizabeth Ellis
Mary Elizabeth Ellis (Laurel, 11 de Maio de 1979) é uma atriz e roteirista estadunidense mais conhecida por seu papel recorrente como The Waitress (A Garçonete) na série televisiva do canal FX, It's Always Sunny in Philadelphia, e por interpretar Lisa Bemis na comédia da Netflix Santa Clarita Diet. Ela também estrelou a sitcom da NBC Perfect Couples.

## Biografia
Nascida em Laurel, Mississippi, o interesse de Ellis pela atuação surgiu ainda na infância, quando atuou em peças de verão no Laurel Little Theatre, ainda no ensino fundamental. Ellis se formou em artes cênicas pela Escola Meadow de Artes, na Universidade Metodista Meridional em Dallas, Texas, no ano de 2002. Foi professora de ginástica rítmica por dez anos e trabalhou no Skirball Cultural Center, um centro educacional de cultura judaica em Los Angeles.

## Carreira
Na televisão, apareceu em séries televisivas de drama como Cold Case, Without a Trace e House M.D, e em comédias como Brooklyn Nine-Nine, New Girl e Reno 911! Em 2011, estrelou a série televisiva de curta duração da NBC Perfect Couples. Em 2015, interpretou Debbie Sanderson, contracenando com Fred Savage e Rob Lowe na série da Fox The Grinder.
Em 2017, Ellis e Artemis Pebdani (Artemis em It's Always Sunny in Philadelphia) escreveram e estrelaram juntas a peça de teatro "Mother May I Dance With Mary Jane's Fist? A Lifetime Original Play", no Upright Citizens Brigade Theater em Los Angeles. A peça originou o filme homônimo para TV do Adult Swim.
No cinema, escreveu e interpretou o papel principal no filme independente A Quiet Little Marriage. Participou de Masterminds e do independente The Truth About Lies.

## Vida pessoal
Mary Elizabeth é casada com o também ator Charlie Day, que escreve, produz e faz o papel de Charlie Kelly em It's Always Sunny in Philadelphia. Na série, a obsessão não correspondida de Charlie com a personagem de Ellis é um tema recorrente. Os dois se conheceram em 2001, como colegas de palco em Nova Iorque, e se casaram em 4 de março de 2006. Em julho de 2011, o casal revelou estar à espera de seu primeiro filho, um menino chamado Russell, que nasceu em 15 de dezembro do mesmo ano.
Ellis militou a favor da candidata ao Congresso no estado da Califórnia pelo Partido Democrata. É ativa em atividades filantrópicas, participando de campanhas de arrecadação de fundos para levar água potável a comunidades carentes na África. Atualmente vive em Los Angeles.

## Televisão
| Ano           | Título                            | Papel       | Nota                 |
| ------------- | --------------------------------- | ----------- | -------------------- |
| 2004          | Reno 911!                         | Inbred Twin | 1 episódio           |
| 2005-presente | It's Always Sunny in Philadelphia | Waitress    | Papel recorrente     |
| 2006          | House M.D.                        | Sophie      | 1 episódio           |
| 2007          | Without a Trace                   | Sally Price | 1 episódio           |
| 2009          | Cold Case                         | Shelly Reid | 1 episódio           |
| 2011          | Perfect Couples                   | Amy         | Personagem principal |
| 2011          | New Girl                          | Caroline    | 3 episódios          |
| 2017          | Santa Clarita Diet                | Lisa Bemis  | Papel Recorrente     |

## Cinema
| Ano  | Título                  | Papel | Nota         |
| ---- | ----------------------- | ----- | ------------ |
| 2008 | A Quiet Little Marriage | Olive | co-escritora |